# Montcalm (agua)
El agua de manantial Montcalm es propiedad de Seem. Procede del manantial de Montcalm a 1.100 metros de altitud más arriba del Valle de Auzat, en los Pirineos orientales, Francia donde también es envasada.
Es de mineralización muy débil y está indicada para dietas pobres en sodio y la preparación de alimentos infantiles.

## Composición química
| Tipo         | Cantidad |
| ------------ | -------- |
| Residuo seco | 28 mg/l  |
| Bicarbonatos | 5,2 mg/l |
| Sulfatos     | 8,7 mg/l |
| Clorulos     | 0,6 mg/l |
| Calcio       | 3 mg/l   |
| Magnesio     | 0,6 mg/l |
| Potasio      | 0,4 mg/l |
| Sodio        | 1,5 mg/l |
| Nitratos     | <1 mg/l  |

- Datos: Q2837574